# Dawsonville (Georgia)
Dawsonville település az Amerikai Egyesült Államok Georgia államában, Dawson megyében, melynek megyeszékhelye is. Lakosainak száma 3720 fő (2020. április 1.).

## Népesség
A település népességének változása:

| 2010 | 2 536 |
| 2020 | 3 720 |